# Michel Bauwens
Michel Bauwens (ur. 21 marca 1958) – belgijski wykładowca akademicki, teoretyk społeczeństwa informacyjnego i aktywista ruchu peer-to-peer. Założyciel P2P Foundation, zajmującej się wpływem technologii peer-to-peer na relacje społeczne.

## Życiorys
Ukończył studia w dziedzinie stosunków międzynarodowych na Wolnym Uniwersytecie w Brukseli. Po studiach pracował m.in. jako analityk informacji w United States Information Agency (1983–1990), jako menedżer ds. informacji biznesowej w BP (1990–1993) i jako dyrektor ds. strategii e-biznesu w Belgacom (1999–2002). Założył i prowadził kilka firm internetowych. Wykładał na uniwersytetach w Belgii, Holandii i Tajlandii. W 2008 został ekspertem zewnętrznym Papieskiej Akademii Nauk Społecznych.
Zajmuje się refleksją nad produkcją peer-to-peer i dobrami wspólnymi (commons) jako podstawą nowego, alternatywnego wobec kapitalizmu modelu gospodarczego, w którym dominującej roli nie odgrywałoby ani państwo, ani rynek. W celu wprowadzenia tego modelu postuluje utworzenie „wielkiego sojuszu” ruchów społecznych: pirackich, ekologicznych, pracowniczych oraz drobnych przedsiębiorców.